# Freds klassiker vol. 2 – Den odödliga hästen
Freds klassiker vol. 2 – Den odödliga hästen är ett samlingsalbum av vissångaren Fred Åkerström, utgivet 1988 på skivbolaget WEA. Samlingen består av visor tidigare utgivna 1963–1982.

## Innehåll
1. "Den odödliga hästen" (Ruben Nilson)
2. "Bergsprängardramatik" (Nilson)
3. "Rallarvisa" (Albert Engström
4. "De stora eventyre" (Nilson)
5. "Hur bananerna är" (Lennart Hellsing, Georg Riedel)
6. "En gammal banans tankar" (Hellsing, Riedel)
7. "Jag tror aldrig jag har sett på maken" ("I've Never Seen Anything Like It", Leslie Bricusse, Olle Adolphson)
8. "Ficktjuvens visa" (Nilson)
9. "Kapitalismen" (Per Dich, Patrik)
10. "Onkel Sam och den snälle gossen" (Stig Dagerman, Fred Åkerström)
11. "Halleluja amen" (Ray Hopkins, Thöger Olesen, Patrik)
12. "Sjömanskistan" (Martin Nilsson)
13. "Den sanna sjömansvisan" (Nilson)
14. "Trubaduren" (Nilson, Gunnar Turesson)
15. "Vän av ordning" (Fritz Sjöström)
16. "Laban och hans döttrar" (Nilson)
17. "Åkare Lundgrens begravning" (Nilson)